# 多塔尔·琼斯
多塔尔·琼斯（英語：Dontae' Antijuaine Jones，1975年6月2日—），美国NBA联盟职业篮球运动员。他在1996年的NBA选秀中第1轮第21顺位被纽约尼克斯选中。